# Cornelius Alvin Smith

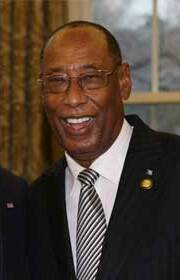
Cornelius Smith, Generalgouverneur des Commonwealth der Bahamas

Sir Cornelius Alvin Smith, GCMG (* 7. April 1937 in North Long Island, Bahamas) ist ein bahamaischer Politiker und Diplomat, der von 2019 bis 2023 Generalgouverneur der Bahamas war.

## Leben

### Unternehmer, Abgeordneter und Minister
Cornelius Alvin Smith, Sohn von Silvanus Smith und Susan Smith, war nach dem Besuch des Bahamas Teachers Training College zwischen 1956 und 1964 als Lehrer sowie Schulleiter für das Schulamt tätig. Danach war er von 1964 bis 1967 als Leitender Steuerbeamter für das Zollamt und schloss ein Studium an der University of Miami mit einem Master of Business Administration (MBA) ab. Danach arbeitete er zwischen 1967 und 1982 als Personalmanager für Syntax Corporation, einem internationalen Chemie- und Pharmazieunternehmen. Er trat der 1971 gegründeten Free National Movement (FNM) als Mitglied bei. 1982 gründete er sein eigenes Unternehmen Smith & Associates, einem Beratungsunternehmen für internationale Gesellschaften mit den Schwerpunkten Personalentwicklung, Fortbildung von Mitarbeitenden, Kompensatorische Erziehung sowie Beziehungen zwischen Sozialpartnern, und war zwischen 1982 und 1992 Präsident und Chief Executive Officer (CEO) dieses Unternehmens.
Smith wurde 1982 erstmals für die FNM zum Mitglied des House of Assembly, des Unterhauses des Parlaments der Bahamas, gewählt. Er vertrat in diesem nach seinen Wiederwahlen 1987, 1992 sowie 1997 den auf Grand Bahama liegenden Wahlkreis Marco City bis 2002. Zu Beginn seiner Parlamentszugehörigkeit war er zwischen 1982 und 1992 Sprecher der Opposition für Bildung, öffentliche Sicherheit und Tourismus. Daneben war er Mitglied des Sonderausschusses gegen Drogenschmuggel sowie der Wahlkreiskommission.
Nach dem Wahlsieg der Free National Movement bei der Wahl vom 19. August 1992 wurde Smith in die am 21. August 1992 gebildete erste Regierung von Premierminister Hubert Ingraham berufen und war in dieser zwischen 1992 und 1995 zunächst Bildungsminister (Minister of Education) sowie im Anschluss von 1995 bis 1997 Minister für öffentliche Sicherheit und Einwanderung (Minister of Public Safety and Immigration). Nach dem erneuten Wahlsieg der FNM bei der Wahl am 14. März 1997 übernahm er in der zweiten Regierung von Premierminister Ingraham zwischen 1997 und 2000 den Posten als Tourismusminister (Minister of Tourism), ehe er zuletzt von 2000 bis 2002 Minister für Verkehr und Kommunalverwaltung (Minister of Transport and Local Government) war.

### Botschafter und Generalgouverneur
Am 24. September 2007 wurde Cornelius Alvin Smith zum Botschafter in den Vereinigten Staaten ernannt. Als solcher war er zugleich zwischen Januar 2008 und 2013 Ständiger Vertreter bei der Organisation Amerikanischer Staaten (OAS) sowie nicht residierender Botschafter in Malaysia, Mexiko und Kolumbien. Er engagierte sich in der Handelskammer sowie in den Service-Clubs Kiwanis und Rotary International. Am 11. Juni 2018 übernahm er das Amt als stellvertretender Generalgouverneur der Bahamas und fungierte zudem zwischen 2018 und 2019 als nicht residierender Botschafter in Costa Rica, El Salvador, Guatemala, Honduras, Nicaragua und Panama.
Als Nachfolger von Marguerite Pindling wurde Cornelius Alvin Smith am 17. Juni 2019 zum elften Generalgouverneur der Bahamas ernannt und am 28. Juni 2019 vereidigt. Im August 2019 wurde er als Knight Grand Cross des Order of St Michael and St George (GCMG) geadelt, so dass er seither den Namenszusatz „Sir“ führt.
Aus seiner Ehe mit Clara Elizabeth Knowles gingen drei Kinder hervor.